# Будинок школи (Шкільний провулок, Ніжин)
Будинок школи — пам'ятка архітектури місцевого значення у Ніжині. Нині тут розміщується школа № 4 (її початкові класи).

## Історія
Спочатку було внесено до «списку нововиявлених пам'яток архітектури» під назвою «Козаче початкове училище».
Наказом Міністерства культури і туризму від 21.12.2012 № 1566 надано статус «пам'ятник архітектури місцевого значення» з охоронним № 10059-Чр під назвою «Будинок школи». Встановлено інформаційну дошку.

## Опис
Будинок початкової чотирикласної школи (земської школи) побудований у 1912 році у Волосному провулку. З 1919 (за іншими даними з 1921) — єдина трудова школа. У 1928 році дерев'яний будинок школи був обкладений цеглою. З 1934 року — школа № 4.
Одноповерховий, дерев'яний, обкладений цеглою, складний у плані будинок (близький до прямокутника), з чотирисхилим дахом. Фасад з двома бічними ризалітами, які займають більшу частину фасаду. Фасад акцентований пілястрами, наличниками, багатопрофільним карнизом. Оздоблений орнаментальною цегляною кладкою.